# František Němec (hudebník)
František Němec (4. července 1825 Chválenice – 20. listopadu 1892 Andrejevka, Vovčanský okruh Charkovské gubernie, Ruské impérium) byl český hudebník, houslista, dirigent, skladatel a profesor hudby působící v Praze, Moskvě, Vídni a Charkově. Ve své době býval nazýván „český Berlioz“. Nevlastním bratrem Františka Němce byl významný český kněz žijící v dnešním Slovinsku, Bohumil Němec.

## Biografie

### Studium na pražské konzervatoři

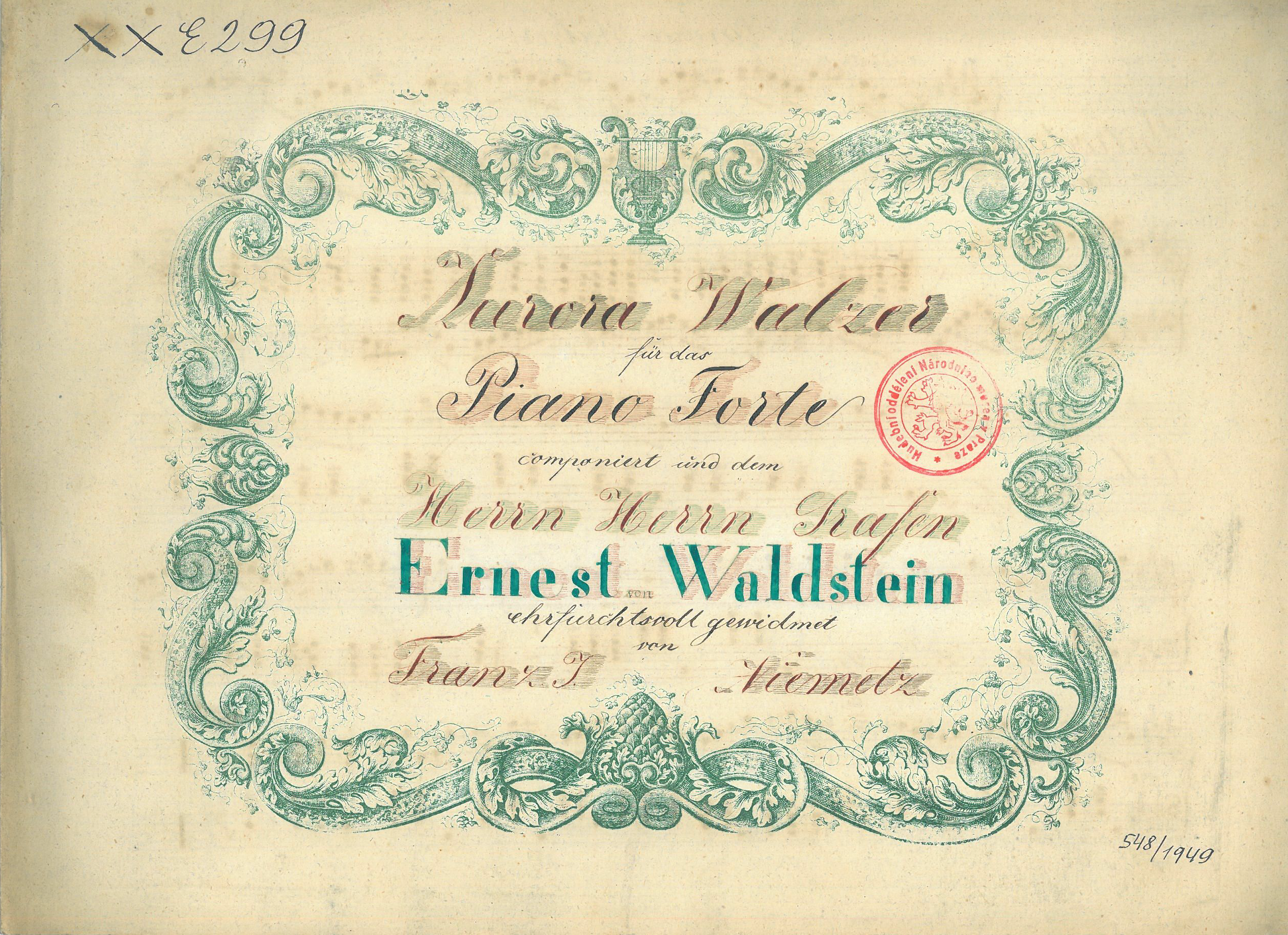
Titulní list raného Němcova díla, valčíku Aurora s věnováním hraběti Arnoštu z Valdštejna

František Němec se narodil 4. 7. 1825 ve Chválenicích u Plzně jako nejstarší ze sedmi dětí Anny a Václava Němcových. Vztah k hudbě zdědil po otci, krejčím a bývalém vojáku plzeňského 35. pěšího pluku. Ten ve Chválenicích založil malou kapelu a složil již dávno zapomenutou Chválenickou polku. Jako talentované dítě byl malý František pravděpodobně představen rodině šťáhlavského hraběte Kristiána Valdštejna, s jehož pomocí mu bylo následně umožněno studium v Praze.
František Němec byl od svých jedenácti let žákem hlavní školy v Plzni a o čtyři roky později odešel do Prahy, kde v období let 1840–1846 navštěvoval hudební školu Jednoty pro zvelebení hudby v Čechách, pražskou konzervatoř. Již během šestiletých studií prokázal František velký skladatelský talent. Ve Valdštejnské hudební sbírce uložené v Doksech se zachovaly dvě jeho skladby věnované mladému hraběti Arnoštu z Valdštejna, pozdějšímu prezidentovi Jednoty pro zvelebení hudby v Čechách. František studoval hru na housle. Odborný hudební tisk si jej poprvé všiml poprvé v roce 1844. Jeho učiteli na pražské konzervatoři byli muži slavných jmen – Fridrich Pixis a Moritz Mildner.

### První úspěchy Františka Němce

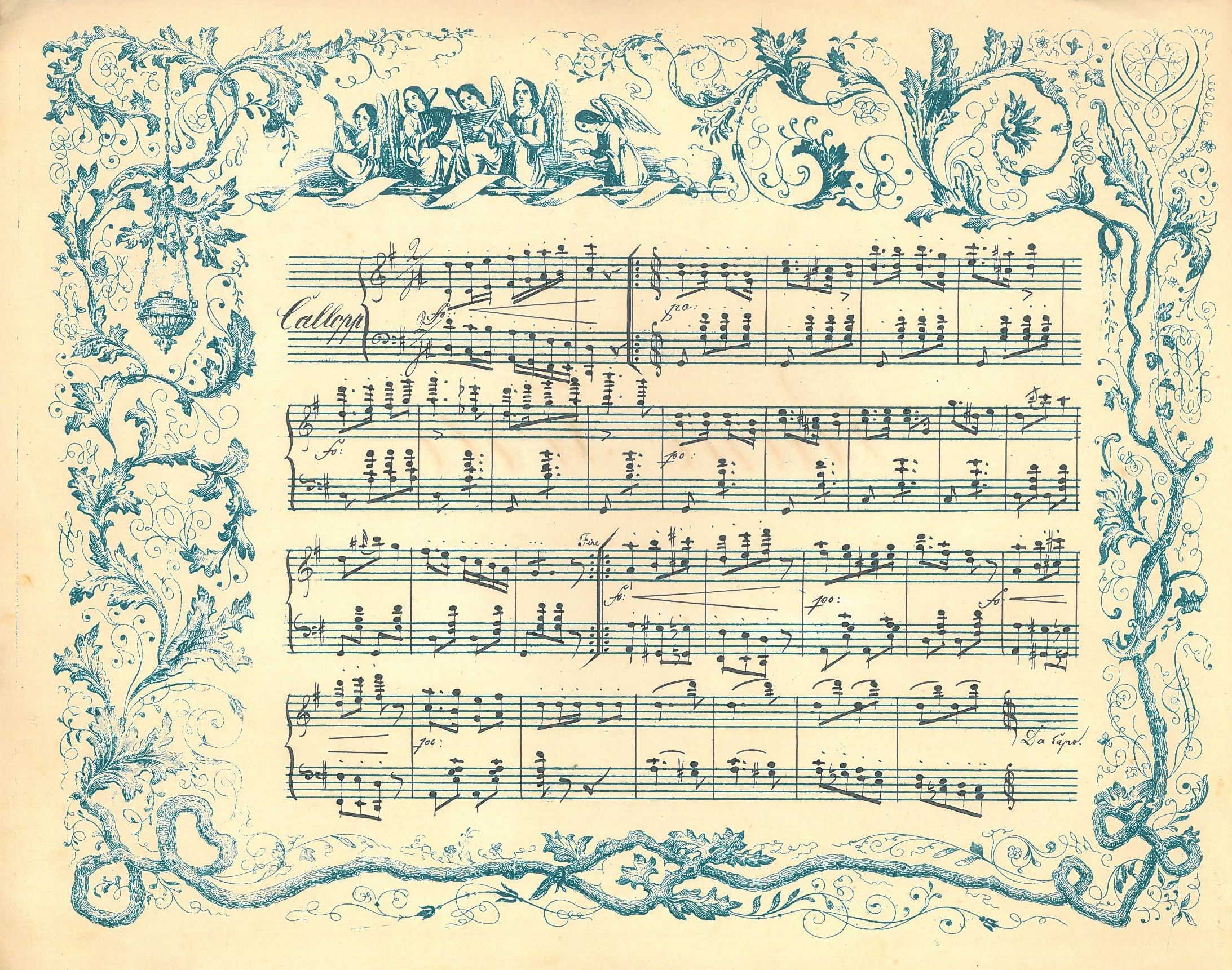
Ukázka dalšího z raných Němcových děl, skladby pro piano Vergissmeinnicht Galop.

František Němec absolvoval konzervatoř v roce 1846 jako příslušník mimořádně nadaného ročníku. Po ukončení studií na konzervatoři se František Němec stal členem orchestru Stavovského divadla v Praze, kde vedl smyčcový kvartet. V roce 1847 navíc začal působit na konzervatoři jako korepetitor hry na housle a violu. František Němec měl možnost působit na pražské hudební škole v době, kdy se čestnými členy Jednoty pro zvelebení hudby v Čechách stala řada hudebníků zvučných jmen – Berlioz, Liszt či Mendelssohn.
V roce 1846 přednesl František Němec vlastní houslový koncert Ouverture fantastique inspirovaný Hectorem Berliozem. Po Berliozově vzoru František Němec ve svých skladbách bohatě využíval poetiku, básnické prvky a cizokrajné motivy, přičemž neváhal rychle střídat tempo a hlasitost hry. Pro zvýšení efektu neočekávaně vkládal sóla nepříliš rozšířených nástrojů. Pochvalou tehdy nešetřily české časopisy Česká Wčela a Kwěty české, stejně jako korespondent vídeňského listu Wiener-Zeitschrift für Kunst, Literatur, Theater und Mode.
František Němec dokázal český a německý tisk zaujmout nejen jako skladatel, ale také jako houslista. Roku 1847 se představil na významné charitativní akci, Hudební a deklamotorní akademii ku prospěchu potřebných posluchačů filozofie konané 25. 4. na Žofínském ostrově v Praze. Němec zde vystupoval s orchestrem, který řídil tehdejší sbormistr Stavovského divadla František Škroup. Autorem většiny skladeb byl Hector Berlioz. Výjimku tvořil jen František Němec se svým vlastním Concertinem.
O činnosti Františka Němce v revolučním roce 1848 mnoho informací neexistuje. 30. 5. se zúčastnil koncertu na podporu polských emigrantů, při které řada tehdy oblíbených českých hudebníků vyjádřila podporu myšlence slovanské vzájemnosti. Němec zde zahrál své houslové variace.Na Boží hod velikonoční 8. 4. 1849 přednesl František Němec svou novou skladbu, Ouverture (E-dur). Fantazií a nápaditostí koncert navazoval na tři roky starou Ouverture fantastique. Údiv vzbuzoval František Němec také v roli dirigenta. Dokázal totiž absolutně ovládnout orchestr do té míry, aby dokonale dosáhl svých uměleckých záměrů. Bylo jisté, že František stále více rozvíjí svůj talent a směřuje k jasnému sebeuvědomění. Poslední větší akce, které se František Němec v Čechách zúčastnil, byl 5. 5. 1851 velký instrumentální a vokální koncert ve prospěch zřízení národního divadla. Akce se konala na pražském Žofíně a Němec zde opět dosáhl hlučného uznání.

### Po boku Bedřicha Smetany

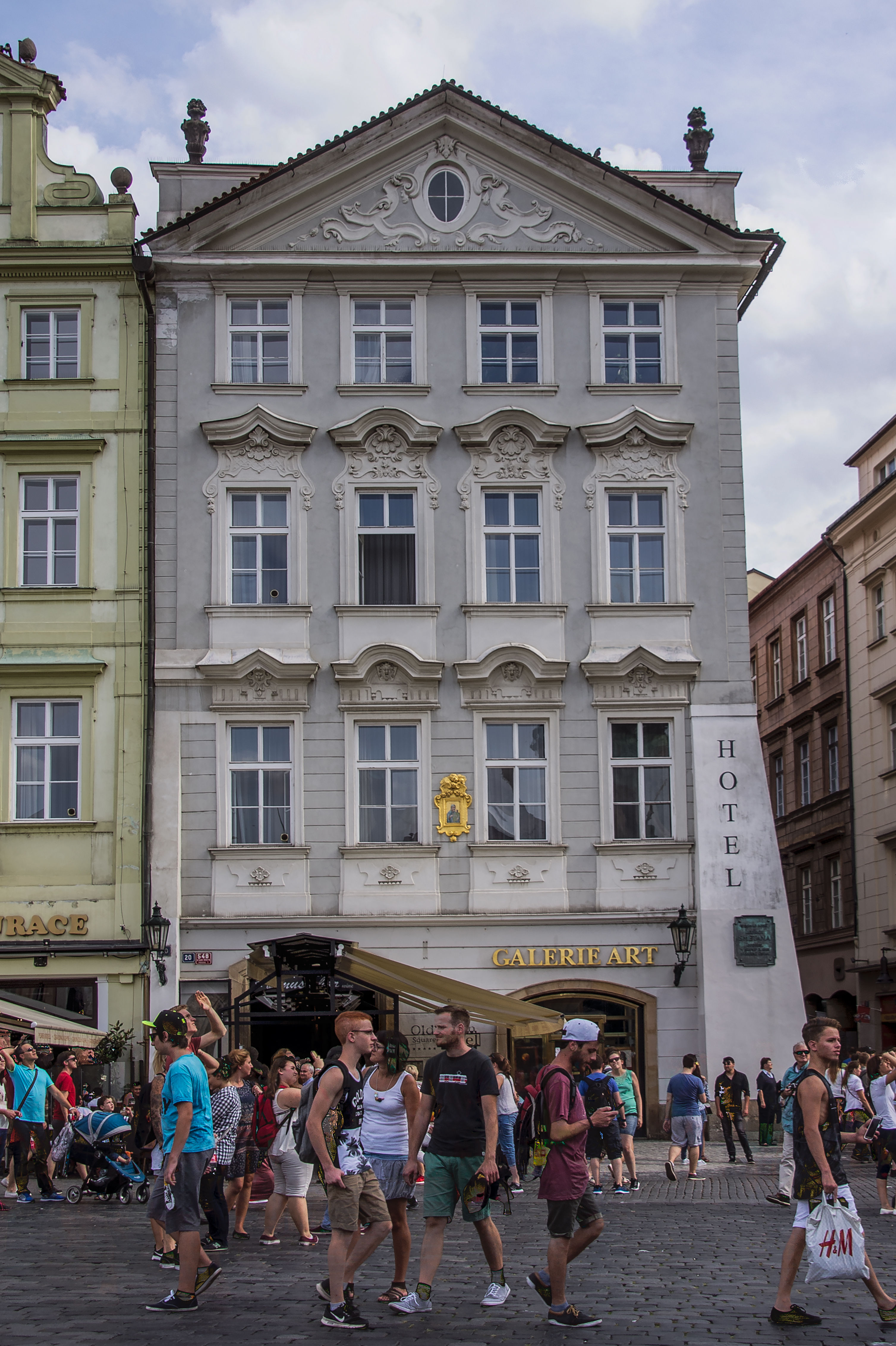
Dům na Staroměstském náměstí v Praze, kde Bedřich Smetana v roce 1848 zřídil svou hudební školu a kde společně s Františkem Němcem a dalšími umělci pořádal hudební večery pod názvem "Quartet-Soiréen"

Od roku 1847 spolupracoval František Němec s vrstevníkem Bedřichem Smetanou. Společně s pianistou Smetanou, cellisty Antonem Trägem nebo Augustem Juliem Goltermannem a violistou Janem Králem (krajanem z Kolince u Klatov) vytvořil na konzervatoři kvartet, jenž pořádal komorní večery pod názvem Quartet-Soiréen. Když Bedřich Smetana v srpnu 1848 zřídil na Staroměstském náměstí svůj hudební ústav, konaly se komorní večery právě zde. Kvartet pořádal ročně čtyři a více komorních večerů. Na programu komorních koncertů byla tvorba řady proslulých autorů – Beethovena, Benetta, Mendelssohna, Mozarta, Schumanna či Chopina. Koncertní večery budily svou dokonalou souhrou stále větší pozornost a získaly si velkou oblibu. Časopisy Cecilie, Národní noviny a zvláště německy psaná Bohemia je popisovaly jako něco, co se stávalo podstatnou součástí pražského hudebního života. František Němec ukončil účast na koncertech koncem roku 1851 a činnost kvarteta zcela zanikla roku 1856, kdy Bedřich Smetana odjel do švédského Göteborgu, kde pak pět let působil jako dirigent a učitel hudby.

### Slavné žákyně Františka Němce

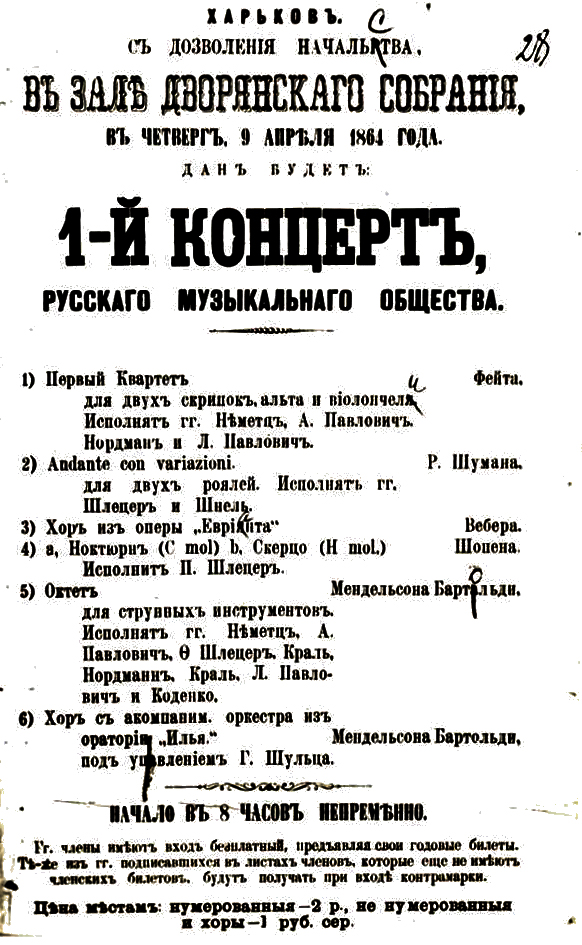
Program koncertu Ruské hudební společnosti pod vedením Františka Němce v Charkově roku 1864

17. prosince 1851 se v koncertním sále na Žofínském ostrově v Praze konal velký koncert Františka Němce na rozloučenou. Důvodem byla jeho cesta do Ruska. František Němec zde přednesl své Koncertallegro a také Fantazii na motivy skladby Gaetana Donizettiho „Nápoj lásky“. Na koncertě se představily také tři žačky mladého učitele – Berta Brousilová z Písku, Mathilda Pietschmannová z Prahy (zvaná ve své době Rose D’Or) a Gabriela Hoffmannová von Wendheim. Zahrály společně mimo jiné Vídeňské variace pro 4 housle a za doprovodu orchestru přednesly Němcovu skladbu Ouverture E-dur, op. 4. V dalších letech vynikla z Němcových žaček především Berta Brousilová, nazývána böhmische Milanollo.

### Odchod „českého Berlioze“ do Ruska
Z vlasti odcházel František Němec počátkem roku 1852 s přezdívkou der böhmische Berlioz“ – český Berlioz. Mnoho zpráv o životě a práci Františka Němce v Rusku během 50. let 19. století neexistuje. Jediná zmínka v dobovém tisku uvádí, že působil v Moskvě. V roce 1859 se František Němec vrátil na čas do vlasti. V roce 1860 vydal ve Vídni pod jménem J. F. Niemetz dílo Invitation de danse. Bouquets des Polkas pro klavír. Dílo se skládalo ze šesti polek – skotské, francouzské, mazurské, zednické a skočné. Návrat Františka Němce pravděpodobně souvisel se špatným zdravím matky, která v roce 1863 zemřela.

### V čele Ruské hudební společnosti
František Němec přijal v Rusku nové jméno – Serafim Venceslavovič Němec – a usadil se v městečku Andrejevka v Charkovské gubernii. V roce 1864 se přestěhoval do Charkova, kde přijal místo člena orchestru v tamní pobočce Ruské hudební společnosti, ze které po první světové válce vznikla Charkovská filharmonie. František Němec upoutal pozornost svou schopností organizovat hudebníky žijící a působící v Charkově. Vzápětí mu bylo proto nabídnuto místo prvního ředitele charkovské pobočky Ruské hudební společnosti. Šlo o teprve druhou pobočku společnosti (po Oděse) na dnešní Ukrajině. Během dvou sezon pod vedením Františka Němce (1864–1866) proběhlo 24 koncertů symfonické a komorní hudby, ve kterých český rodák vystupoval jako první housle v kvartetu, jako houslista-sólista i jako dirigent. Neustával ani ve skladatelské činnosti. Orchestr čítající 100–140 hudebníků hrál komorní a symfonické skladby, předehry a kvartety, vše převážně z Beethovenova díla. Nevídané koncerty sklidily nadšenou kritiku u místního tisku.
V roce 1866 byla z finančních důvodů pozastavena činnost Ruské hudební společnosti a František Němec se vrátil do Andrejevky. Oženil se a narodily se mu zde čtyři děti. Po boku ženy a dětí se v Andrejevce věnoval skladatelské a pedagogické činnosti. Když byla charkovská hudební společnost pod názvem Carská ruská hudební společnost v roce 1873 obnovená, Němec do Charkova dojížděl jako hostující houslista.

### Příchod dalších Čechů do Charkova
V letech 1878–1882 vedl František Němec při Carské ruské hudební společnosti v Charkově výuku houslí, přičemž sám příležitostně také koncertoval. V letech 1878–1879 probíhaly v Charkově díky neutuchající energii Františka Němce hudební večery prezentující především komorní hudbu. V roce 1877 přišli do Charkova dva mladí odchovanci pražské konzervatoře – třiadvacetiletý Josef Jiránek (1855–1940) z Ledec u Mladé Boleslavi a o tři roky starší Josef Holý (1853–1931) pocházející z Hlohovic na Rokycansku. Jiránek s Holým se začali v Charkově účastnit hudebních večerů a zvláštní zalíbení zde našli v hlavním organizátorovi, houslistovi Františku Němcovi.
Trojici mladých českých přátel Františka Němce doplnil v roce 1881 Alois Jiránek, Josefův bratr. Na večerech komorní hudby a dalších akcích pořádaných chválenickým rodákem se podílela i řada dalších Čechů – mimo jiné Josef Vlček a František Kučera. Spolupracovali s dalšími předními umělci působícími tehdy v Charkově, profesionálními i amatérskými hudebníky – např. Němci Albertem Eibenschützem, Paulem de Schlözerem a jeho bratrem Fjodorem či Ukrajincem Piotrem Danilčenkem.

### Význam Němce pro společenský život v Charkově
Během pobytu v Charkově vychoval Němec velké množství úspěšných žáků, kteří měli později v hudebním světě velký ohlas. Žáci cítili vůči F. Němcovi velký obdiv a vděčnost. O tom se zmiňovali i korespondenti dobového ruského tisku. Pro své zásluhy i mimořádnou pověst byl chválenický rodák v roce 1879 zvolen čestným doživotním členem charkovské pobočky Carské ruské hudební společnosti a členem direktoria společnosti. Byla tak oceněna například skutečnost, že organizačně zdatný český hudebník udělal za několik let pro rozvoj vzdělanosti v Charkově více než zdejší úřady. František Němec pokračoval během 60.–80. letech i ve své skladatelské činnosti a bohatě rozšířil počet svých dosavadních skladeb.

### Po odchodu z Carské ruské hudební společnosti
Carskou ruskou hudební společnost řídil v letech 1871–1920 Ilja Iljič Slatin. V roce 1879 došlo mezi Slatinem a Němcem ke sporům ohledně financování společnosti. František Němec přestal počátkem roku 1882 s výukou v hudebních třídách společnosti a založil vlastní školu. Výuka probíhala v Němcově charkovském bytě.
Během let 1881–1885 vedl František Němec na pozvání Charkovské říšské univerzity amatérský symfonický orchestr tvořený vysokoškolskými studenty a žáky dalších charkovských škol. Mezi členy orchestru byly i tři Němcovi synové. Jako sbormistr se Němec lišil od ostatních dirigentů tím, že udržoval aktivní kontakt s publikem. V repertoáru jeho symfonického orchestru byly četné orchestrální a sborové skladby romantických a soudobých hudebních skladatelů (Čajkovského, Dvořáka). Patřila mezi ně také četná díla vídeňských klasiků – Webera, Mendelssohna, Schumanna, Berlioze či Wagnera. Specialitou koncertů byla prezentace děl samotného Františka Němce – doprovody k tvorbě ukrajinského skladatele Mykoly Lysenka nebo trojdílná Němcova symfonie Rienzi. Koncerty, hojně a dychtivě navštěvované místní inteligencí, se staly oslavou hudebního umění.
Centrem hudebního života v Charkovské gubernii se díky Františku Němcovi stal nejen Charkov, ale i malá vesnička Andrejevka, vzdálená přibližně 67 km od Charkova. František Němec zde na svém statku hostil mladé české hudebníky a skladatele – bratry Josefa a Aloise Jiránkovy a Josefa Holého. Josef Jiránek v Andrejevce pravděpodobně složil i jednu ze svých nejznámějších skladeb – Kozáckou ukolébavku.

### Charkovští žáci Františka Němce

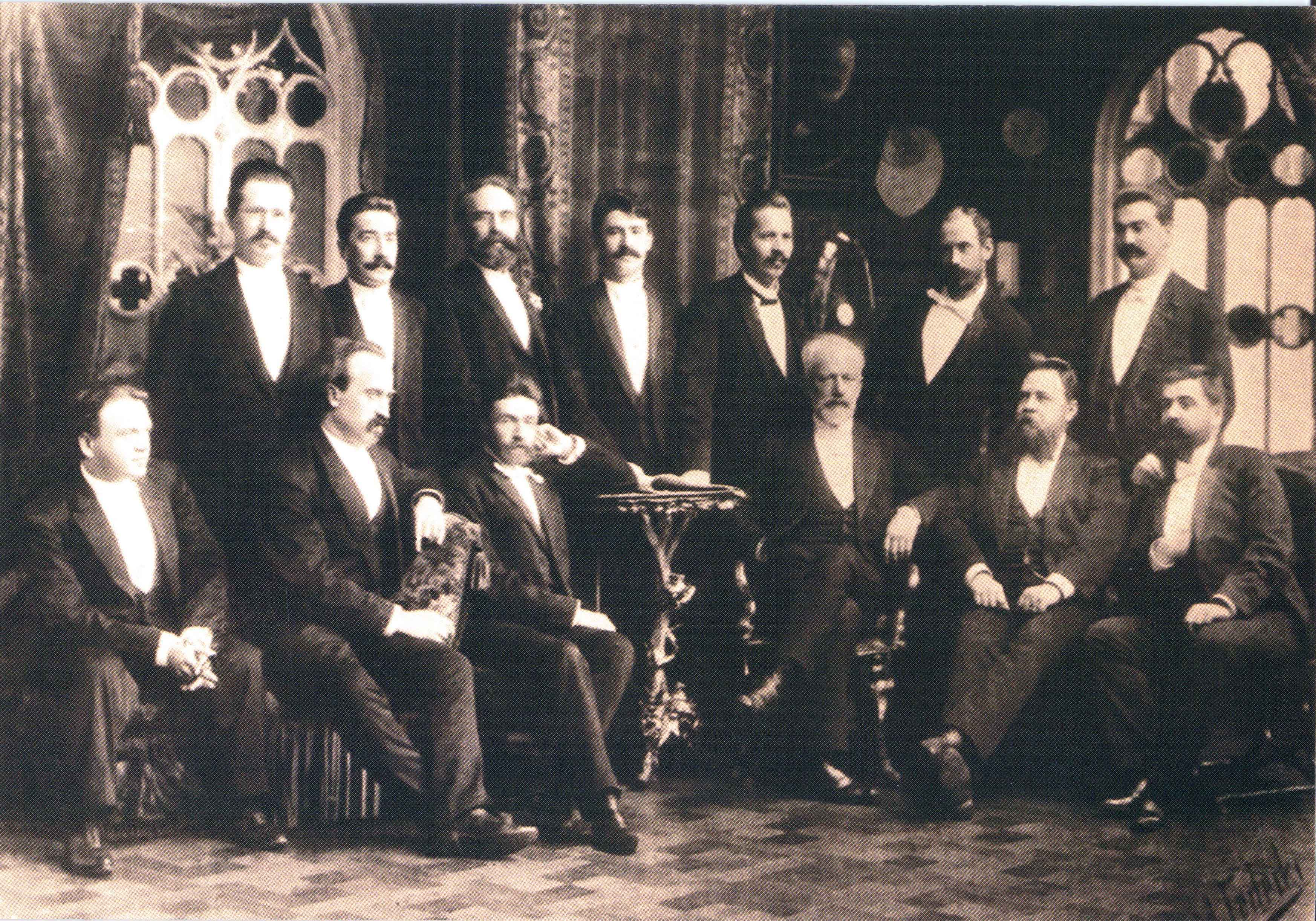
Členové charkovského oddělení Carské ruské hudební společnosti s Pjotrem Iljičem Čajkovským (napravo od stolku) rok po Němcově smrti (1893). František Němec nebyl členem společnosti již od roku 1882.

Za všechny charkovské žáky Františka Němce je možné jmenovat pozdějšího houslového virtuosa Osipa Šnirlina, známého především pod německým jménem Ossip Schnirlin. Jako další významný Němcův žák z Charkova je uváděn ruský židovský houslista a publicista, pozdější absolvent sanktpetěrburské konzervatoře, Viktor Grigorievič Valter (1865–1935), který se po říjnové revoluci v roce 1917 usadil v Paříži a zřídil si zde také vlastní houslovou školu.

### Nešťastný závěr života a kariéry
Závěr Němcova života a kariéry nebyl šťastný. Počátkem roku 1885 přijal místo dirigenta v Charkovském hudebním kroužku. Za celou dobu trvání spolku bylo provedeno sedm symfonických koncertů, 14 rodinných hudebních večerů a sedm charitativních koncertů. Nejčastěji byly hrány skladby od Beethovena, Mendelssohna, Mozarta, Haydna, Wagnera, Schuberta, Schumana, Čajkovského, Dvořáka, Němce, Glazurova a dalších. Přes snahu všech členů tělesa byl kroužek tvořen amatéry, kteří si nezískali přízeň kritiků z řad novinářů. František Němec proto sklidil roku 1888 zdrcující kritiku za neslavnou úroveň vystoupení. Ke kritice se připojila jak regionální periodika, tak sanktpetěrsburské noviny specializující se na hudbu. Zasažen touto kritikou, odešel Němec v říjnu 1888 do ústraní.
V prosinci roku 1889 byl František Němec spolu s manželkou v Andrejevce přepaden neznámými útočníky a při pokusu o vraždu mu byla zlomena a zmrzačena pravá ruka tak, že již nikdy nebyl schopen hrát na housle. Pátrání po pachatelích útoku a motivech jejich činu bylo dlouhé. Každý z obžalovaných měl silné alibi a soudu chyběl přímý důkaz. Případ proto skončil osvobozením podezřelých. Vyčerpaný F. Němec zemřel v listopadu 1892 na infarkt.

## Tvorba
- 1843 – Valčík „Aurora“ pro piano, věnovaný hraběti Arnoštu Valdštejnovi (Praha)
- 1843 – „Vergissmeinnicht Galop“ pro piano (Praha)
- 1846 – „Ouverture fantastique“ (Praha)
- 1849 – „Ouverture E-dur“ (Praha)
- 1851 – „Koncertallegro“ (Praha)
- 1851 – Fantazie na motivy skladby Gaetana Donizettiho „Nápoj lásky“ (Praha)
- 1851 – „Der Geistertanz“ (Praha)
- 1860 – Invitation de danse. Bouquets des Polkas (Vídeň)
- 1864/65 – Fantazie pro housle na slovanské lidové motivy (Charkov)
- 1865 – Fantazie pro čtvery housle s orchestrem (Charkov)
- 1865 – „Ave Maria“ pro sbor a orchestr, s věnováním charkovské pobočce Ruské hudební společnosti (Charkov)
- 1869 – „Schützen-Fest-Marsch“ pro sbor a Piano Forte (Vídeň)
- 1878—1889 – Četné malé kusy pro sólové housle (Charkov)
- 1879 – Balada pro housle (Charkov)
- 1880 – Variace pro čtvery housle (Charkov)
- 1881 – „Reverie“ pro housle (Charkov)
- 1881 – „Barcarolle“ pro housle (Charkov)
- 1882 – Úprava sborových skladeb M. V. Lysenka s přidáním partů pro orchestr (Charkov)
- 1882 – Mazurka pro housle (Charkov)
- 1883 – Elegie pro smyčcový orchestr s harfou (Charkov)
- 1883 Symfonie „Rienzy“, první část (Charkov)
- 1884 Symfonie „Rienzy“, zbylé části (Charkov)
- 1886 „Ave Maria“ pro sbor a orchestr, s věnováním Hudebnímu kroužku – pravděpodobně upravená skladba z roku 1865 (Charkov)
- 1887 Koncertní předehra „Vítej nám, jaro“ (Charkov)